# Mireia Portas Boluda
Mireia Portas i Boluda (Barcelona, 1972) és una actriu catalana. Ha participat en el programa radiofònic Minoria absoluta (RAC1) i als televisius Crackòvia, Vinagre i Polònia (TV3), així com al musical La família irreal.

## Biografia
A Polònia va interpretar a la reina Sofia, Esperanza Aguirre, Carme Chacón, Carme Forcadell, Cayetana Álvarez de Toledo, Rosa Díez i Teresa Forcades, entre d'altres. També va figurar com a Joana Ortega, Mari Pau Huguet, Magdalena Álvarez, Raquel Sans i Marta Rovira. Portas va treballar al programa fins al febrer de 2022.
Al món del cinema ha treballat a Ara o mai, una producció destacada de 2015. També ha actuat en produccions teatrals després dels anys 90. El novembre de 2011 va presentar-se a l'escena en Els 39 esglaons (basada en el film d'Alfred Hitchcock), amb, entre d'altres, David Olivares, un company seu al Polònia. Ha actuat en diverses presentacions teatrals produïdes per Minoria Absoluta, com La família irreal (2012), Magical History Club (2014) i Polònia, el musical (2015). Abans de la interpretació, havia treballat de ballarina.
L'any 2010 va guanyar el premi Zapping en secció d'actuació per la seva obra a Polònia i el 2022 va obtenir el premi Butaca a la millor actriu de musical pel seu paper a Cantando bajo la lluvia.

## Produccions

### Cinema i televisió
- Por fin has llegado (2007)
- La nit del cor (2008)
- Vinagre (2008)
- Xtrems (2009)
- La escobilla nacional (2010)
- Hotel 13 estrellas 12 uvas (2012)
- Señoras que... (2012-2013)
- Desclassificats (2013)
- Crackòvia (2008-2013)
- Polònia (2007–2022)
- Ara o mai (2015)
- El hombre de las mil caras (2016)
- Superlópez (2018)
- Loco por ella (2021)

### Teatre[16]
- Dracula, El Musical (1994)
- Rocky Horror Show
- West Side Story (1996, 1999 i 2006)
- Monjitas (2000)
- Boeing Boeing (2009)
- Els 39 esglaons (2011)
- La família irreal (2012)
- Magical History Club (2014)
- Polònia, el musical (2015)
- La Jaula de las Locas (2018 - 2019)
- Cantando bajo la lluvia (2021), en el paper de Lina Lamont[13]